# Гунська вулиця (Кам'янець-Подільський)
Гу́нська ву́лиця — одна з вулиць Нового плану Кам'янця-Подільського.

## Історія назв
Виникла в другій половині XIX століття при проектуванні та забудові Нового плану. Первісна назва — Гунська. 16 серпня 1875 року міська управа на засіданні міської думи запропонувала нову назву вулиці — Олексіївська (пропозицію не було реалізовано).
В радянські часи — 18 Березня, від 1944 року — Паризької Комуни. 1 червня 1992 року міськвиконком відновив первісну назву вулиці — Гунська.
28 лютого 1995 року пленум міської ради ветеранів запропонував перейменувати на вулицю Радугіна (пропозицію не реалізовано; Михайло Якович Радугін відзначився при визволенні Кам'янця-Подільського в березні 1944 року, за що йому 25 травня 1944 року надали звання Героя Радянського Союзу, а в березні 1984 року він став почесним громадянином Кам'янця-Подільського).

## Основні об'єкти
З'єднує вулиці Шевченка та Гагаріна, перетинає вулиці Лесі Українки та Огієнка. Протяжність — три квартали. Прикінцеві показники: зліва — № 11, справа — № 36.
На вулиці розмістився міський відділ РАЦС (раніше — ЗАГС, РАГС) та Будинок урочистих подій (відкрито 10 січня 1971 року).
18 березня 1971 року, з нагоди 100-ліття Паризької комуни, відбулося свято вулиці.

### Забудова
- Гунська, 9 — двоповерховий будинок, зведений 1912 року як купецька біржа. Після 1917 року тут розміщувалася жіноча школа-гімназія. Під час окупації міста німці розмістили в будинку гестапо. Потім тут працювали відділи міськвиконкому. У березні 1973 року у будинку розпочала роботу стоматологічна поліклініка. Потім у будинку розміщувалися міське Товариство Червоного Хреста, станція швидкої медичної допомоги. У жовтні 2000 року сесія міської ради передала приміщення під центр зайнятості. Ремонт будинку провела будівельна компанія «Кам'янець» (травень 2001 — червень 2002). 2002 року тут відкрито міський центр зайнятості (в урочистостях узяв участь міністр праці та соціальної політики Іван Сахань).